# Íñigo Pirfano
Íñigo Pirfano (Bilbao, 22 de febrero de 1973) es un director de orquesta, escritor y conferenciante español.

## Trayectoria

### Estudios
Es hijo de Pedro Pírfano, quien fue director titular del Orfeón Pamplonés, la Orquesta de Valencia, la Orquesta Sinfónica de Bilbao y el Coro de RTVE.
Pírfano se licenció en Filosofía por la Universidad Complutense de Madrid. En 1997 ingresó en la Universität für Musik und darstellende Kunst "Mozarteum" de Salzburgo (Austria), donde estudió Dirección de Orquesta, Coro y Ópera, obteniendo las más altas calificaciones. Posteriormente acudió a clases magistrales impartidas por Colin Davis en Dresde, Karl-Heinz Bloemeke y Kurt Masur en Detmold en Alemania.

### Director de Orquesta
Iñigo Pírfano ha trabajado como director invitado en Europa y Latinoamérica, con orquestas como la Orquesta Sinfónica de Euskadi, Sinfónica de Bilbao, Filarmónica de Stettin, Sinfónica de Bratislava, Hamburger Symphoniker, Nordiska Kammarorkestern, Sinfónica de Castilla y León, Sinfónica de Navarra, Orquesta Sinfónica Nacional de Colombia, Orquesta Sinfónica Nacional del Ecuador, Sinfónica de Guayaquil, Orquesta Sinfónica Nacional del Perú, Orquesta Sinfónica Nacional de Panamá, entre otras.
En 1997 fundó la Orquesta Académica de Madrid, con la que realizó numerosas giras nacionales e internacionales. Fue su director titular hasta 2015.
En 2002 tuvo lugar su debut operístico con una producción de El Retablo de Maese Pedro de Manuel de Falla, con ocasión de un homenaje del Círculo de Bellas Artes de Madrid a la figura de Miguel de Cervantes. 
En 2011 dirigió una producción de la zarzuela Pan y Toros de Francisco Asenjo Barbieri y libreto de José Picón, realizada por la Fundación Ana María Iriarte en colaboración con el Ayuntamiento de Gijón.
En verano de 2012 realizó con la OAM una gira de conciertos por Brasil en las localidades de Sao Paulo y Curitiba.
En la actualidad es director titular y artístico de la Orquesta Sinfónica de Guayaquil.

#### A Kiss For All the World
En 2015 puso en marcha el proyecto A Kiss For All the World que pretende compartir la Novena Sinfonía de Beethoven –declarada patrimonio de la humanidad por la UNESCO– con colectivos vulnerables de todo el mundo. En un hospital de Sudamérica, los enfermos reconocieron que había sido una de las experiencias más inolvidables de sus vidas, tras haber llorado, emocionado y conmovido.

### Compositor
Como compositor, Iñigo Pírfano, recibió en 1998 el encargo de componer, orquestar y dirigir la banda sonora original del largometraje El sudor de los ruiseñores. Posteriormente, estrenó Quatre Alcools para mezzosoprano y orquesta en el Círculo de Bellas Artes de Madrid. En 2004 recibió, por parte de la Junta de Comunidades de Castilla-La Mancha, el encargo de componer la música oficial para la celebración del IV Centenario de la publicación del Quijote.

### Escritor
Ha publicado los siguientes libros:
- Ebrietas: el poder de la belleza, Madrid, Encuentro, 2012, 118 pp. ISBN:9788499201405.
- Inteligencia Musical, Barcelona, Plataforma, 2013, 184 pp. ISBN:9788415750383.
- Música para leer: siete notas para amar la música, Barcelona, Plataforma, 2013, 206 pp. ISBN:9788416256501.
- Una nueva melodía: música para vivir con sentido, Barcelona, Ediciones Destino (Grupo Planeta), 2023, 214 pp. ISBN: 9788423363971.

### Conferenciante
Como conferenciante, es requerido habitualmente por algunos de los foros y compañías más importantes de Europa y América Latina, como el IESE Business School, Fundación Telefónica, Banco Santander, Fundación Rafael del Pino, Janssen Cilag, International Center for Leadership Development, Bankia, Grupo Davivienda, La Caixa.

### Premios
- Premio Liderazgo Joven 2011 (Fundación Rafael del Pino, 2012).[13]
- Premio ¡Bravo! de música (Conferencia Episcopal Española, 2017), por su proyecto "A Kiss For All the World".[14]